# Корруа, Жорж
Жорж Корруа (фр. Georges Corroy; 29 августа 1895, Нёшато — 14 января 1981, Сен-Дье-де-Вож) — французский геолог.
Окончив коллеж в своём городе, поступил в 1913 г. в Университет Нанси, где учился у Рене Никлеса. В 1915 г. ушёл на фронт, после окончания Первой мировой войны возобновил занятия и окончил университет. В 1921 г. опубликовал первую научную работу. В 1924 г. защитил в Гренобле докторскую диссертацию, посвящённую неокомскому ярусу на восточной границе Парижского бассейна, эта работа была удостоена нескольких научных премий.
Некоторое время преподавал в университете Нанси. Затем в 1934—1965 гг. профессор Марсельского университета, в 1938—1944 гг. занимал должность декана факультета естественных наук. С 1922 г. сотрудничал со службой геологической картографии, принял участие в работе над геологическими картами ряда французских регионов. С 1946 г. преподавал также в Марсельской инженерной школе. После Второй мировой войны производил геологические исследования при подготовке к строительству Плотины Мальпассе.
Офицер Ордена Почётного легиона (1964).